# アレクセイ・グルチコフ
アレクセイ・グルチコフ（Alexei Gloushkov、1975年3月9日 - ）は、ロシアのレスリング選手。モスクワ出身。2000年シドニーオリンピックレスリンググレコローマンスタイル69kg級の銅メダリストである。

## 実績
- オリンピック
  - 2000年シドニーオリンピック 銅メダル
- 世界選手権
  - 優勝 2003年
  - 2位 2001年
- ヨーロッパ選手権
  - 優勝 1999、2000、2003年